# 华中科技大学生命科学与技术学院
华中科技大学生命科学与技术学院，下设生物医学工程系、生物技术系、生物科学系、纳米医药与生物制药系和生物信息与系统生物学系，始建于1980年，前身为原华中工学院生物工程系。

## 历史沿革
- 1981年，华中工学院生物工程系成立，同年开始招收本科生和硕士研究生；
- 1983年，建立生物医学工程专业博士点[2]；
- 1998年，生物技术本科专业设立；
- 1999年，华中科技大学生命科学与技术学院成立[3]。